# Luz (ópera)
Luz (título original en alemán, Licht, subtitulado Licht: die sieben Tage der Woche, esto es "Los siete días de la semana") es un ciclo de siete óperas compuestas por Karlheinz Stockhausen entre 1977 y 2003. En total, el ciclo contiene más de 29 horas de música.
El proyecto de ópera Licht, originariamente titulado Hikari (光, signo japonés que significa "luz"), se originó con una pieza para bailarines y orquesta Gagaku encargado por el Teatro Nacional de Tokio. Titulada Jahreslauf (Curso de los años), esta pieza se convirtió en el primer acto de Dienstag. Aparte de influencias japonesas, hay elementos judeocristianos y védicos. Se centra en tres personajes principales, Michael, Eve y Lucifer.

## Partes
Hay siete óperas, cada una con el nombre de un día de la semana, cuyo tema refleja atributos asociados en las mitologías tradicionales de cada día. Estos atributos a su vez se basan en los siete planetas de la Antigüedad (y las deidades que están asociados con ellos) de las que derivan los nombres de los días:
- Montag - Lunes = La Luna: Lunes desde la luz (Montag aus Licht). Fue la tercera en estrenarse, en 1988, en La Scala de Milán.
- Dienstag - Martes = Marte: Martes desde la luz (Dienstag aus Licht). Fue la cuarta en estrenarse, en 1993, en la Ópera de Leipzig.
- Mittwoch - Miércoles = Mercurio: Miércoles desde la luz (Mittwoch aus Licht). Fue la sexta en estrenarse, entre 1996 y 1998, y aún no se ha representado en su integridad. La primera representación, de I - Welt-Parlament ("Parlamento del Mundo") se representó el año 1996 en Stuttgart.
- Donnerstag - Jueves = Júpiter: Jueves desde la luz (Donnerstag aus Licht), fue la primera que se escribió y se estrenó, en el año 1981, en La Scala de Milán.
- Freitag - Viernes = Venus: Viernes desde la luz (Freitag aus Licht). Fue la quinta en estrenarse, en septiembre de 1996, en la Ópera de Leipzig.
- Samstag - Sábado = Saturno: Sábado desde la luz (Samstag aus Licht). Fue la segunda en estrenarse, en mayo de 1984, en La Scala de Milán.
- Sonntag - Domingo = El Sol:[1] Domingo desde la luz (Sonntag aus Licht). Fue la séptima y última de las óperas en estrenarse, 1999–2003. La primera representación completa fue los días 9 y 10 de abril de 2011 (en dos partes) por musikFabrik, Capella Amsterdam, Coro de cámara Filarmónico de Estonia, coro de la Ópera de Colonia, Conjunto de Danza, y La Fura dels Baus en Colonia (Ulrich 2011)

Aún no se ha representado en su totalidad de forma continuada. En las estadísticas de Operabase no aparece entre las óperas representadas en el período 2005-2010.